# Hamid Noury
Hamid Noury, född 29 april 1961 i Teheran, är en iransk före detta tjänsteman. Han var under 1988 verksam som biträdande åklagare i Iran, och godkände i denna befattning massavrättningarna av tusentals iranska politiska fångar 1988. Noury greps av svensk polis i november 2019, och dömdes i juli 2022 till livstids fängelse för folkrättsbrott och mord begångna i Iran.
I juni 2024 utväxlades Noury mot de två svenskarna Johan Floderus och Saeed Azizi, och återvände till Iran.

## Bakgrund
Hamid Noury, som även var känd som Hamid Abbasi bland politiska fångar, var medlem i Islamiska revolutionsgardet, och rekryterades av det iranska rättsväsendet för att agera assisterande åklagare i Gohardashtfängelset och Evinfängelset i Teheran. I denna befattning ska han ha godkänt avrättningarna av 4 000–5 000 politiska fångar, främst tillhörande oppositionsgruppen Folkets mujahedin.
Den 9 november 2019 grep svensk polis Noury på Arlanda flygplats, efter att han lurats till Sverige av Iraj Mesdaghi.

## Åtalet mot Noury
Kammaråklagarna i Stockholms tingsrätt Kristina Lindhoff Carleson och Martina Winslow åtalade den 27 juli 2021 Hamid Noury för mord och folkrättsbrott, och begärde maxstraffet livstids fängelse. Åtalet mot Noury blev möjligt efter att det svenska rättsväsendet fått tillåtelse att tillämpa en så kallad universell jurisdiktion för brott mot folkrätten, och åtala gärningsmän oavsett var brottet begåtts eller nationalitet för förövarna eller offren. Den 14 juli 2022 dömde Stockholms tingsrätt Hamid Noury till livstids fängelse, och efter avtjänat straff utvisning på livstid.
Den 5 augusti 2022 överklagade Hamid Noury sin dom, med motiveringen att det svenska domstolsväsendet saknade behörighet i fallet. Hovrättsförhandlingarna mot Hamid Noury inleddes 11 januari 2023 i Attunda tingsrätt. De beräknades då fortsätta till hösten 2023, och den 19 december 2023 fastställde sedan Svea hovrätt tingsrättsdomen mot Hamid Noury. Han döms till livstids fängelse för grovt folkrättsbrott och mord. Den 6 mars 2024 beslutade Högsta domstolen att inte meddela prövningstillstånd i målet.

## Utväxling
Statsminister Ulf Kristersson meddelade den 15 juni 2024 att Noury hade utväxlats mot svenskarna Johan Floderus och Saeed Azizi. Utväxlingen skedde i Oman sedan Noury benådats av justitieminister Gunnar Strömmer.
Kristerssons regering har kritiserats för att den svensk-iranske forskaren Ahmadreza Djalali, som 2017 dömdes till döden i Iran, inte omfattades av fångutväxlingen, bland annat av Djalali själv och hans familj, samt av Amnesty International.